# 哈康·瑟尔维克
哈康·瑟尔维克（瑞典語：Haakon Sörvik，1886年10月31日—1970年5月30日），生于哥德堡，瑞典男子体操运动员。他曾获得1908年夏季奥运会体操比赛男子团体全能金牌。他的哥哥比耶同样也是体操运动员。